# 法制審議会
法制審議会（ほうせいしんぎかい）は、日本の法務省に設置された審議会等の一つ。法務大臣の諮問に応じて、民事法、刑事法その他法務に関する基本的な事項を調査審議すること等を目的とする。 

## 沿革
法務府設置法（当時）に基づき、1949年（昭和24年）6月1日に設置された。法務総裁（のち法務大臣）を会長とし30人以内の委員により構成される「大臣自ら主催する審議会」として運営されてきたが、2000年（平成12年）5月31日に「法務大臣を会長とする」旨の条項が削除（以後の会長は委員から互選される旨の規定が追加）され「大臣の牽制を直接受けない審議会」へと質的変化を遂げた（ただし、委員の任命権者は引き続き法務大臣であり関与が皆無となったわけではない）。また、2001年（平成13年）1月6日の中央省庁再編に伴い委員数が20人以内に削減された。

## 所掌事務
法制審議会は、法務省組織令第55条第1項に定める以下の事務をつかさどる。
- 法務大臣の諮問に応じて、民事法、刑事法その他法務に関する基本的な事項を調査審議すること。（第1号）
- 電子情報処理組織による登記事務処理の円滑化のための措置等に関する法律（昭和60年法律第33号）第5条第2項の規定に基づきその権限に属させられた事項を処理すること。（第2号）
  - 参照条文 - 電子情報処理組織による登記事務処理の円滑化のための措置等に関する法律

（国の責務）
第5条 国は、電子情報処理組織を用いて登記を行う制度その他の登記事務を迅速かつ適正に処理する体制の確立に必要な施策を講じなければならない。
2 法務大臣は、前項の施策のうち重要なものを講ずるに当たつては、審議会等（国家行政組織法（昭和23年法律第120号）第8条に規定する機関をいう。）で政令で定めるものの意見を聴かなければならない。

## 組織

### 委員・臨時委員・幹事
法制審議会の組織は、法制審議会令（昭和24年政令第134号）に定められている。法制審議会には、会長、委員、臨時委員および幹事が置かれる。なお、法制審議会の庶務は、法務省大臣官房司法法制部司法法制課が処理する。委員等の現況は、委員一覧の節を参照。
法制審議会は、委員20人以内で組織される。委員は、学識経験者のうちから法務大臣が任命する。委員は非常勤で、任期は2年（再任可）。法制審議会には、会務を総理し、審議会を代表するため、法制審議会会長が置かれる。法制審議会会長は、委員の互選に基づき、法務大臣が指名する。
法制審議会には、特別の事項を調査審議させるため必要があるとき、臨時委員を置くことができる。臨時委員も非常勤で、学識経験者のうちから法務大臣が任命する。臨時委員は、担当する調査審議が終了したときに、解任される。
また、法制審議会には、審議会の所掌事務について、委員及び臨時委員を補佐するため、幹事が置かれる。幹事も非常勤で、任期は2年。学識経験者のうちから法務大臣が任命する。

### 総会と部会
法制審議会には、総会といくつかの部会がある。総会は委員により組織され、部会は委員と臨時委員により組織される。各部会に所属する委員・臨時委員・幹事は、審議会の承認を経て、会長が指名する。部会には、部会の事務を総理するため、部会長が置かれる。部会長は、部会に属する委員・臨時委員の互選に基づき、会長が指名する。
2001年（平成13年）1月5日までは、刑事法部会・民法部会・商法部会などの主要な部会は常設制であり、特に必要がある場合に限り個別に部会を設置していた。しかし、同年1月6日の中央省庁再編に伴い、政府全体の審議会が見直され、法制審議会の各部会は全て必要に応じて設置されることとなった。各部会は、法務大臣による個別の諮問を受けて、総会の決定に基づき設置される。そして、部会は調査審議の結果を総会へ報告し、総会が要綱を採択して法務大臣への答申を終えると、目的を達して消滅する。

## 審議過程の例
以下、2005年（平成17年）の会社法制定を例にとって、法制審議会における審議の過程を説明する。
まず、2002年（平成14年）2月13日、法務大臣から法制審議会に対し、「会社法制に関する商法、有限会社法等の現代化を図る上で留意すべき事項につき、御意見を承りたい。」との会社法制の現代化に関する諮問が行われた（諮問第56号）。
これを受けて、法制審議会（総会）は会社法（現代化関係）部会の設置を決定し、2002年（平成14年）9月25日に同部会の第1回会議が開催され、委員の互選により会長が江頭憲治郎東京大学教授（当時）を部会長に指名した。その後、2年にわたる会議を経て、2004年（平成16年）12月8日に開催された同部会の第32回会議において、「会社法制の現代化に関する要綱案」を取りまとめた。
2005年（平成17年）2月9日に総会が開かれ、部会が取りまとめた要綱案に基づいて審議を行い、採決の結果、全会一致で原案どおり採択され、法制審議会会長が法務大臣に対し、「会社法制の現代化に関する要綱」を答申した。

## 歴代会長
| 名前     | 期間            |
| -------- | --------------- |
| 松尾浩也 | 2000年 - 2001年 |
| 竹下守夫 | 2001年 - 2003年 |
| 鳥居淳子 | 2003年 - 2006年 |
| 青山善充 | 2007年 - 2010年 |
| 野村豊弘 | 2011年 - 2012年 |
| 伊藤眞   | 2013年 - 2014年 |
| 高橋宏志 | 2015年 - 2017年 |
| 井上正仁 | 2017年 - 2019年 |
| 岩原紳作 | 2019年 - 2020年 |
| 内田貴   | 2020年 -        |

## 委員一覧
法制審議会の委員は、20名以内の学識経験者のうちから任命される。委員のほか、部会での調査審議のため臨時委員が任命され、委員・臨時委員の補佐のため幹事が任命される。
2020年（令和2年）2月21日現在、20名の委員が任命されている。各委員の氏名と所属等は以下のとおり。
委員
- （会長）内田貴 （早稲田大学特命教授）
- 井田良　（中央大学大学院教授）
- 今崎幸彦　（東京高等裁判所長官）
- 大石眞  (京都大学名誉教授)
- 大沢陽一郎　（読売新聞西部本社執行役員編集局長）
- 落合義和　（次長検事）
- 川田順一　（ENEOSホールディングス株式会社理事）
- 神津里季生　（日本労働組合総連合会会長）
- 古城佳子　（青山学院大学教授）
- 小杉礼子　（独立行政法人労働政策研究・研修機構研究顧問）
- 近衛典子（駒沢大学教授）
- 佐伯仁志　（中央大学大学院教授）
- 佐久間総一郎　（日本製鉄株式会社顧問）
- 白田佳子　（東京国際大学特命教授）
- 高田裕成　（東京大学大学院教授）
- 高山靖子　（三菱商事株式会社監査役）
- 橋本副孝　（弁護士）
- 早川眞一郎　（専修大学大学院教授）
- 山下友信　（同志社大学大学院教授）
- 山根香織　（主婦連合会常任幹事）

幹事
- 金子修　（法務省民事局長）
- 松下裕子　（法務省刑事局長）
- 小野寺真也　（最高裁判所事務総局総務局長）

## 部会一覧
2024年（令和6年）3月現在、6の部会が設置されている。設置されている部会と各部会長は以下のとおり。
- 生殖補助医療関連親子法制部会 - 野村豊弘（学習院大学教授）
- 家族法制部会 - 大村敦志　(東京大学大学院法学政治学研究科教授)
- 担保法制部会　- 道垣内弘人 (専修大学法科大学院教授)
- 刑事法（情報通信技術関係）部会 - 酒巻匡 (早稲田大学大学院法務研究科教授)
- 商法（船荷証券等関係）部会　- 藤田友敬 (東京大学大学院法務研究科教授)
- 区分所有法制部会　- 佐久間毅 (同志社大学大学院司法研究科教授)